# Eténèsh Wassié
Eténèsh Wassié, née en 1971 à Gondar en Éthiopie, est une chanteuse éthiopienne azmari d'éthio-jazz résidant à Addis-Abeba.

## Biographie
Eténèsh Wassié est remarquée en 2004 avec son titre Ambassel publié dans la collection Éthiopiques (volume 18). Elle collabore ensuite avec le groupe toulousain Le Tigre (des platanes) sur leur second album Zèraf ! publié en 2008. À cette occasion, elle fait la rencontre du bassiste Mathieu Sourisseau avec lequel elle mène en 2010 un projet musical soutenu par le label Buda Musique aboutissant à la publication de l'album Belo Belo où sont regroupés des poèmes chantés et mis en musique par Sourisseau.

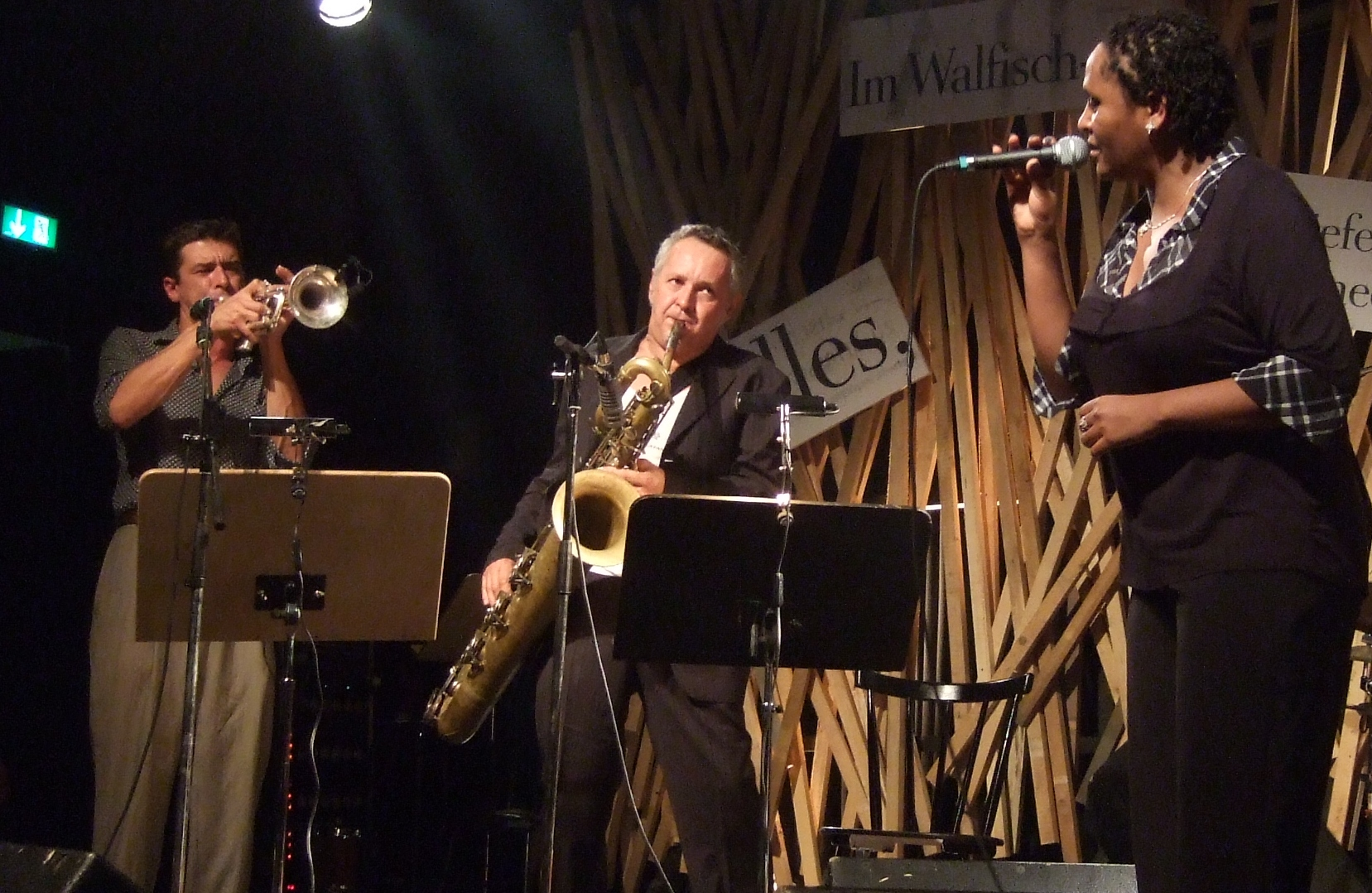
Eténèsh Wassié et Le Tigre (des platanes) en 2008.
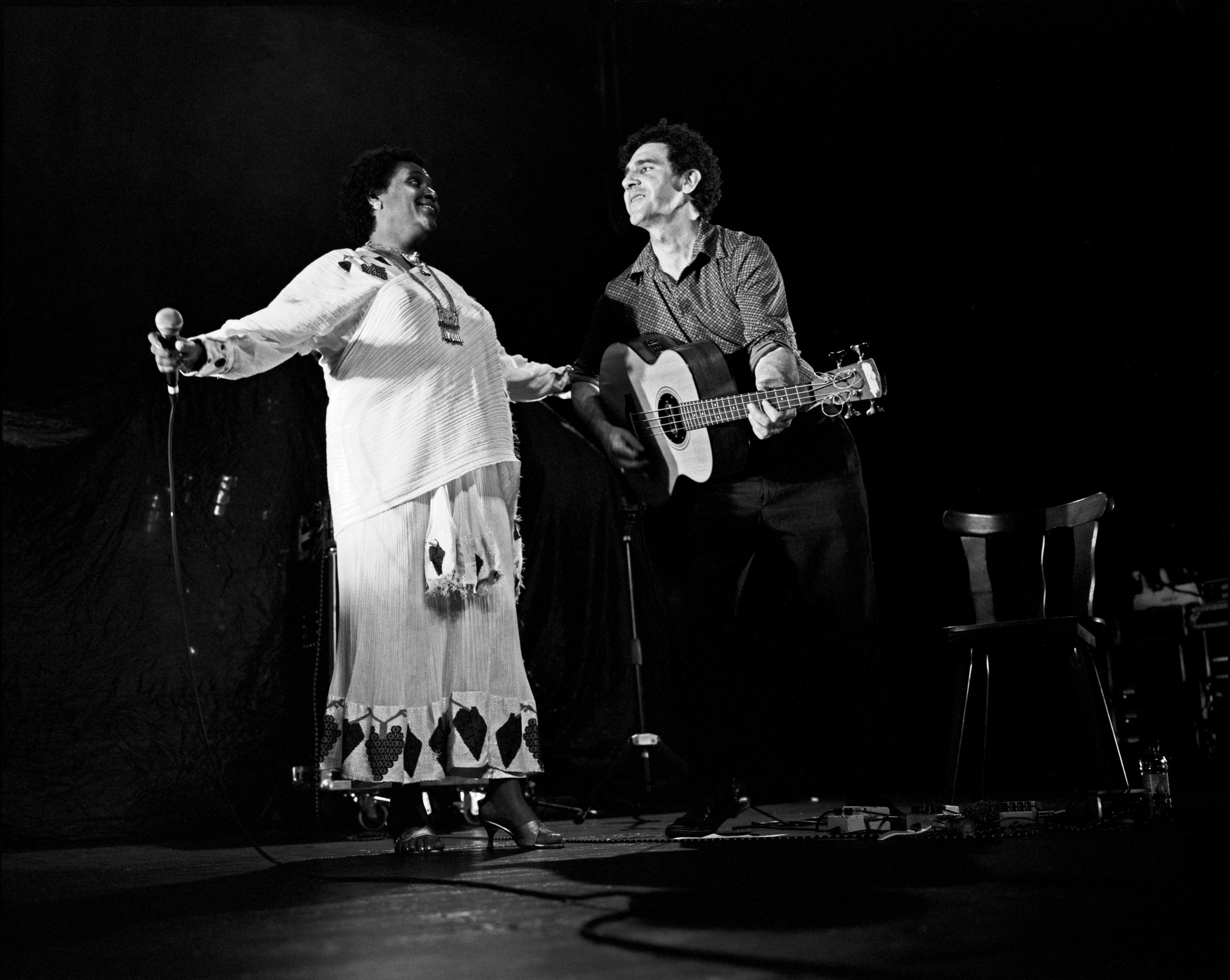
Eténèsh Wassié et Mathieu Sourisseau en 2009.

## Discographie
- 2008 : Zèraf ! avec Le Tigre (des platanes)
- 2010 : Belo belo avec Mathieu Sourisseau
- 2018 : Yene alem avec Mathieu Sourisseau et Julie Läderach (violoncelle)